# A.M.娱乐
株式会社A.M.Entertainment（日語：エー・エム・エンターテインメント）是一家日本经纪公司。缩写为AME。负责管理模特、演员、艺人等的管理工作，主要以女性人才为主。管理策划、制作、销售、版权等以及经营广告代理业务。

## 经历
2015年12月在东京北青山成立。2017年1月搬迁至涩谷区以东，并延续至今。
2018年7月，与KeyHolder和秋元康等行业利益相关者合作成立了合资企业“FA Project” 。

## 旗下艺人
- 生駒里奈（前乃木坂46）
- 鈴木絢音（前乃木坂46）
- 谷口惠（AKB48）[3]
- 藤井悠（日语：藤井悠）
- 宮脇咲良（现为LE SSERAFIM成员，前HKT48/IZ*ONE）（在韩国的活动为Source Music管理）

## 过往艺人
- 今吉惠（日语：今吉めぐみ）
- 中村衣里
- 佐藤蜜雪拉倭子（日语：佐藤ミケーラ倭子）（前美女甜甜圈！！！）
- 横岛亚衿（日语：横島亜衿）（前AKB48）
- 玉川来梦（日语：玉川来夢）（前美女甜甜圈！！！）
- 石倉侑芽
- 池田由里
- 高桥胡桃（日语：高橋胡桃）（前美女甜甜圈！！！）
- 吉田志織